# Reprise唱片
Reprise唱片（英語：Reprise Records），是法蘭·仙納杜拉於1960年創立的美國唱片公司。目前屬於华纳音乐集团下属的音乐厂牌公司，由华纳唱片負責發行。